# Coton in the Elms
Coton in the Elms è un villaggio e parrocchia civile dell'Inghilterra, appartenente alla contea del Derbyshire. Trovandosi a 70 miglia (112 km) dalle costa più vicina, risulta essere il punto più continentale del Regno Unito.